# Beep Me 911
Beep Me 911 è un singolo della rapper statunitense Missy Elliott, pubblicato come terzo estratto dall'album Supa Dupa Fly in collaborazione con il gruppo R&B 702 e il rapper Magoo. Il brano è stato scritto dalla stessa rapper e da Timbaland, sempre presente come autore e produttore dei brani della Elliott. Il pezzo descrive le passioni e gli amori di Missy.